# 579 a.C.

## Eventos
- Depois de um período de guerras muito exaustivas, os estados Chineses de Jin e Chu, com mediação do estado de Song, juntaram-se para uma conferência de paz.[1][2]